# Municipio de Sugarcreek (Pensilvania)
El municipio de Sugarcreek (en inglés: Sugarcreek Township) es un municipio ubicado en el condado de Armstrong en el estado estadounidense de Pensilvania. En el año 2000 tenía una población de 1.557 habitantes y una densidad poblacional de 22.2 personas por km².

## Geografía
El municipio de Sugarcreek se encuentra ubicado en las coordenadas 40°55′29″N 79°38′15″O / 40.92472, -79.63750.

## Demografía
Según la Oficina del Censo en 2000 los ingresos medios por hogar en la localidad eran de $33,750 y los ingresos medios por familia eran $37,222. Los hombres tenían unos ingresos medios de $30,357 frente a los $18,704 para las mujeres. La renta per cápita para la localidad era de $16,903. Alrededor del 10,6% de la población estaban por debajo del umbral de pobreza.